# Обсерваторія Вінер

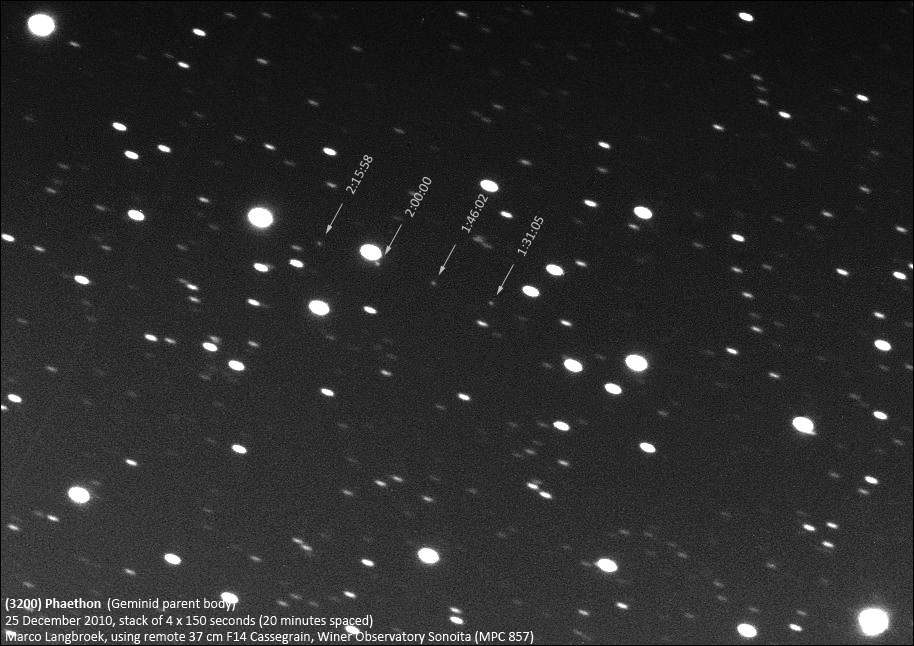
Астероїд 3200 Фаетон, материнське тіло Гемінід, знятий 25 грудня 2010 року за допомогою 37-см телескопа Кассегрена F14 обсерваторії Вінер

Обсерваторія Вінер — астрономічна обсерваторія поблизу Сонойти, штат Аризона, США. Це приватна некомерційна обсерваторія, якою з 1983 року керує Марк Трублад. Тут було встановлено низку роботизованих телескопів. Також тут знаходився телескоп Майкла Шварца, який активно патрулював наднові, доки в цьому районі не відкрився майданчик обсерваторії Тенагра. Це місце розташування Надзвичайно маленького телескопа Кілодеґрі.